# Windows SharePoint Services
Windows SharePoint Services（ウィンドウズ　シェアポイント　サービシズ、WSS）は、Microsoft SharePointの根幹をなす製品機能で、主に文書共有のための機能を提供するツールである。Webブラウザを通じた運用や管理ができるよう、Webポータルにてコラボレーションやドキュメント管理の機能を提供する文書共有機能を持っていて、これは、共同作業でファイルの編集を行うために設けられた「ドキュメントライブラリ」によって実現している。ドキュメントライブラリでは、アクセス権とバージョン管理の機能が提供されている。

## 概要
WSSでは、Webページに様々な機能を提供するWebウィジェットに相当するWebパーツの機能も提供される。そのほかに、ワークスペースやダッシュボード、ナビゲーションツール、リスト、通知機能（e-メールの通知を含む）、共有カレンダー、連絡先一覧や掲示板機能も提供される。WSSでは、イントラネット、エクストラネット、インターネットそれぞれに向けたコンテンツを区別して提供することができる。
アクセス制御のための機能は、Windowsの機能と似たような形で、Active Directoryのユーザーを、アクセス権とともに取り込むことが可能である。一方で、HTMLフォームベースの認証を行うことも可能である。
SharePointのページは、Webページ上にWebパーツを配置することで作成できる。ページ作成には、Microsoft SharePoint Designerが推奨されているが、ASP.NETをサポートするWebエディタであればページを作成することが可能である。カスタマイズなどはこれらの仕様に準拠している。
WSSのページはASP.NETのアプリケーションとなっており、SharePointのWebパーツのほか、ASP.NETのWebパーツやAPIを呼び出して機能を拡張することができる。これらのWebパーツや各種のプログラムを組み合わせることによって、ポータルやワークスペースなどを作成していく。対照的に、MOSSのAPIはタスクの自動化やほかのアプリケーションとの統合を行うように作成されている。WSSもMOSSも、エンドユーザーの使い勝手を向上させるように作成されている。加えて、WSSではドキュメントライブラリのファイルやそのバージョンをADO.NET接続で呼び出すことができる。

## 歴史
WSSの最初のバージョンは、SharePoint Team Services（STS）と呼ばれていた。リリースの時期はOffice XPと同時であり、Microsoft FrontPageの一部として存在していた。WebサーバーにMicrosoft FrontPage専用の拡張を施すMicrosoft FrontPage Server Extensionのテクノロジがベースになっている。このSTSはWindows 2000 ServerとWindows XP上で動かすことができた。
Windows SharePoint Services 2.0は、このSharePoint Team Servicesのアップグレードとして計画された。STSでは、ドキュメントそのものはファイルシステムとしてストレージ部分に、メタデータはデータベースにそれぞれ格納されていたが、このWSS2.0からは両方ともデータベースに格納されるようになり、バージョン管理の基本的な機能を持つようになった。Service Pack 2において、SQL Server 2005をサポートするとともに、.NET Framework 2.0で動くようになった。
WSS3.0は2006年11月16日に、Microsoft Office 2007とWindows Server 2003の機能の一部として発表され、2007年の初めに公開された。しかしながら、Windows Server 2008では、サーバー機能とは別途に提供されている。WSS3.0は、.NET Framework 2.0の上で実装され、ワークフローの基本的な機能を提供するために.NET Framework 3.0のWindows Workflow Foundationの機能も提供されている。WSS3.0では、Windows 2000 ServerならびにSQL Server 2000は動作環境に入っていない。

## 機能
WSS3.0のWiki機能では、RSSのエクスポートが可能になっているとともに、Internet Explorer上でWYSIWYGエディタとして使えるようになっている。